# Megadontia pós-canina

Megadontia pós-canina é um aumento relativo dos molares e pré-molares em comparação ao tamanho dos incisivos e caninos. Esse fenômeno é visto em alguns ancestrais hominídeos, como a espécie Paranthropus aethiopicus

## Definição e Evidências
Durante a evolução humana, houve variações significativas no tamanho e formato dos dentes, reflexo da mudança na dieta e das adaptações ambientais. Evidências arqueológicas sobre megadontia podem ser encontradas através de estudos comparativos de fósseis de hominídeos, sendo particularmente notável em espécies como o Australopithecus e o Paranthropus.
Os primeiros hominídeos a demonstrar megadontia pós-canina foram os do gênero Australopithecus, que apresentaram um aumento significativo na área de superfície dos dentes pós-caninos comparado a outras espécies de hominídeos. As medições da área de superfície dos dentes pós-caninos de Australopithecus variavam entre aproximadamente 460 mm² até 756 mm². Os Paranthropus boisei, conhecidos por ter os maiores dentes pós-caninos entre os hominídeos, apresentavam uma área de superfície desses dentes que chegava a 756mm², denotando uma adaptação a uma dieta abrasiva e rica em fibras vegetais.
A presença da megadontia pós-canina sugere que esses hominídeos possuíam uma dieta que exigia mastigação intensa, possivelmente relacionada a alimentos de difícil digestão. Essas adaptações dentárias, junto com mudanças na musculatura da mandíbula, indicam uma especialização na dieta que pode ter influenciado a alimentação e o forrageamento dos indivíduos.
Ao decorrer da evolução do gênero Homo, há uma tendência de redução no tamanho dos dentes pós-caninos, o que é evidente ao comparar espécies como Homo habilis e Homo erectus com os hominídeos anteriores, em Homo Sapiens esses dentes têm uma área média de aproximadamente 334 mm², refletindo mudanças na dieta e no comportamento alimentar ao longo do tempo.
Além das comparações de tamanhos dos dentes, pode-se analisar as variações no tamanho e formato da mandíbula dos indivíduos e correlacionar essas mudanças com adaptações na dieta e no ambiente desses indivíduos. Do Neolítico até o período Pós-Medieval na Grã-Bretanha, as mudanças na morfologia mandibular refletem as grandes mudanças na alimentação, como o surgimento da agricultura e de ferramentas para corte de alimentos.

## Histórico Evolutivo: Causas e Consequências Alimentares
A alimentação e os hábitos alimentares são ajustes fundamentais que influenciam diversos aspectos da vida dos primatas, desde a anatomia até o comportamento social. Como seres humanos, possuímos dietas incrivelmente versáteis que, aliadas às criações na culinária e na agricultura, transformaram significativamente nossos corpos, nossos cérebros e nossa saúde. Analisar de perto a alimentação e os hábitos alimentares de primatas selvagens pode ajudar na compreensão de como a dieta influenciou a evolução humana e a importância da alimentação em nossa vida atual.
Todos os organismos vivos precisam se alimentar e os primatas não fogem à regra. Sendo um grupo de mamíferos onívoros, os primatas têm preferências alimentares diversas que podem ser agrupadas em algumas categorias principais: frugívoros (que se alimentam principalmente de frutas), folívoros (que têm uma dieta baseada em folhas), gumnívoros (que consomem goma/seiva) e faunívoros (que se alimentam de insetos e pequenos vertebrados). É evidente que essas categorizações simplificadas escondem uma grande complexidade; muitos primatas necessitam de diversos tipos de alimentos ao longo do ano.
A comida que os primatas comem afeta a estrutura dentária do animal. Os dentes e mandíbulas variam em tamanho e forma dependendo das propriedades físicas do alimento. Isso é mais evidente nos molares, responsáveis por mastigar e quebrar os alimentos em pequenos pedaços para facilitar a digestão.
Primatas comedores de folhas tendem a ter molares com cristas longas e afiadas para um corte eficiente. Os comedores de frutas têm molares com cúspides baixas e rombas para esmagar polpa e sementes. Os molares dos primatas que comem insetos têm cúspides extremamente afiadas e pontiagudas que podem perfurar as carapaças dos insetos. A correspondência entre o formato dos dentes molares e a dieta é tão forte que, frequentemente, paleontólogos são capazes de afirmar o tipo de alimento que um animal extinto comia apenas olhando os seus dentes. Uma vez ingerido, o alimento entra no trato digestivo, cujo comprimento e complexidade também variam de acordo com a dieta alimentar. Por exemplo, os folívoros têm que lidar com celulose de difícil digestão e toxinas presentes nas folhas. Muitos primatas folívoros desenvolveram bolsas no estômago ou no intestino grosso para abrigar colônias de bactérias que auxiliam na digestão. Os macacos colobinos na África e na Ásia vão um passo além: seus estômagos com múltiplas câmaras fazem deles as vacas do mundo dos primatas.
Antes de comer a comida, um importante passo é conseguir encontrá-la. Assim, podemos perceber que a abundância e a distribuição dos alimentos preferidos na paisagem determinam a estratégia de forrageamento ou até onde os primatas devem ir para conseguir uma mordida. Imagine uma selva tropical onde as folhas são abundantes e crescendo o tempo todo. No entanto, os frutos nesta selva só surgem em algumas árvores, que podem ser raras e distantes umas das outras, frutificando apenas em determinadas épocas. Nesse contexto, os primatas que se alimentam de frutas precisam percorrer distâncias maiores em busca de comida do que seus vizinhos herbívoros. Devido à escassez e alta qualidade das frutas, esses primatas tendem a ter territórios maiores do que os que se alimentam de folhas. Buscar por esse tipo de alimento preferido é um desafio que demanda um grande poder de raciocínio. Assim, os primatas que consomem alimentos de alta qualidade e baixa densidade nutricional costumam possuir cérebros maiores do que as espécies que se alimentam de alimentos com menor qualidade e distribuição mais uniforme. Dessa forma, é evidente que somos muito mais do que apenas aquilo que comemos, pois a forma como nos alimentamos também desempenha um papel importante em nosso desenvolvimento.
Basta dar uma olhada em uma de nossas refeições diárias para perceber como a dieta humana é bem diferente da de outros primatas. Para começar com o fato de que, a menos que você seja vegetariano, seu prato provavelmente terá um pouco de carne. Os chimpanzés, nossos parentes vivos mais próximos, comem principalmente frutas, embora uma pequena porção de sua dieta venha da carne de pequenos animais.
Há aproximadamente 7,0 milhões de anos, nós nos separamos de um ancestral comum compartilhado com os chimpanzés. Desde então, a maioria dos nossos primos hominídeos extintos sobreviveu principalmente comendo alimentos vegetais variados. A incorporação regular de carne à dieta desses hominídeos só ocorreu por volta de 2,0 milhões de anos atrás. Essa mudança na alimentação coincidiu com transformações físicas na evolução desses seres. Ao terem acesso a uma fonte de proteínas animais de alta qualidade, os membros do gênero Homo puderam desenvolver corpos e cérebros maiores, ao mesmo tempo em que diminuíram o tamanho dos dentes e das vísceras.
Enquanto os chimpanzés se alimentam de carne crua, humanos preferem que a carne em seu prato esteja cozida. Evidências arqueológicas indicam que os hominídeos dominaram o fogo há pelo menos 1,0 milhão de anos, senão mais. Além de eliminar bactérias prejudiciais, cozinhar melhora a digestibilidade dos alimentos de origem vegetal e animal, permitindo ao organismo extrair mais energia deles. Alguns estudiosos argumentam que o ato de cozinhar carne representou um ponto crucial na evolução do aumento do tamanho cerebral durante a história dos hominídeos.
Provavelmente, ao olhar o seu prato, você também verá uma porção de grãos e vegetais. Eles, provavelmente, foram cultivados especificamente para consumo humano. O advento da agricultura, nos últimos 10.000 anos, mudou de forma radical e sistemática o acesso dos seres humanos aos alimentos, aumentando a disponibilidade de alimentos, ao mesmo tempo em que diminuía a diversidade dos alimentos consumidos.
Em comparação com os caçadores-coletores, os primeiros agricultores tinham dietas muito mais limitadas, maior exposição a doenças e taxas mais elevadas de doenças dentárias. Estes problemas foram agravados pelos alimentos processados modernos, que fornecem rapidamente mais calorias do que a maioria das pessoas consegue gastar num dia. A dieta humana é singularmente variada entre os primatas e, embora não exista uma “dieta humana ideal”, os alimentos que comemos e a forma como os comemos moldaram o passado e o presente evolutivos humanos. Dado o desafio de abordar a insegurança alimentar e, concomitantemente, mitigar os impactos negativos dos alimentos industrializados no ambiente e nos nossos corpos, é possível dizer que os rumos da dieta humana também serão, certamente, fundamentais para determinar o nosso futuro.

## Utilidades

#### Forma e função
Embora a megadontia pós-canina indique o aumento dos pré-molares e molares encontrados nos primeiros ancestrais hominídeos, ela não alterou a organização estrutural das cúspides desses dentes. Assim, eles foram utilizados de forma semelhante aos pré-molares e molares dos humanos modernos. Nos hominídeos modernos e naqueles com megadontia pós-canina, os pré-molares têm duas cúspides e os molares possuem entre quatro e cinco cúspides.
O aumento dos dentes afetados pela megadontia pós-canina, sem mudanças na disposição ou no número de cúspides, conferiu uma maior capacidade de triturar e moer alimentos em comparação aos humanos modernos. A eficiência mastigatória resultante permitiu que esses hominídeos processassem uma dieta composta por alimentos duros e fibrosos, como raízes, sementes e tubérculos, o que teria sido uma vantagem adaptativa significativa em ambientes onde esses tipos de alimentos eram predominantes.
Embora a forma dos dentes não seja alterada pela megadontia pós-canina, a proporção entre o volume dos dentes molares e o volume total dos dentes é dramaticamente maior em espécimes com megadontia pós-canina em comparação com os humanos modernos. Essa adaptação mostra sinais de convergência evolutiva quando comparada à forma e função dos dentes de muitos herbívoros modernos. Em herbívoros, dentes grandes e robustos são essenciais para processar grandes quantidades de material vegetal, o que sugere que os hominídeos com megadontia pós-canina podem ter tido uma dieta rica em plantas abrasivas.
Além disso, a análise de desgaste dental em fósseis de hominídeos com megadontia pós-canina revela padrões consistentes com a mastigação de alimentos duros e fibrosos. A complexidade da superfície oclusal (onde os dentes se encontram) pode indicar a eficiência na trituração de alimentos e padrões de desgaste dental que podem revelar informações sobre a dieta. A espessura do esmalte nesses dentes também tende a ser maior, fornecendo uma proteção adicional contra o desgaste excessivo.
Ademais, indivíduos com essa característica podem ter tido vantagens em termos de nicho alimentar, permitindo a exploração de recursos alimentares que outros hominídeos não podiam acessar eficientemente. Isso pode ter influenciado a dispersão e a sobrevivência de certas populações hominídeas durante períodos de mudanças ambientais e escassez de alimentos. Em conclusão, a megadontia representa uma adaptação significativa que auxiliou na capacidade dos primeiros hominídeos de triturar e ingerir alimentos duros e fibrosos, sendo considerada uma resposta evolutiva às pressões ecológicas de seu tempo.
Quanto à sua função, a megadontia pós-canina está associada a propriedades específicas de materiais alimentares. Isso permite uma grande visão sobre as dietas dos primeiros hominídeos que exibiam a característica. A megadontia pós-canina está mais comumente associada a dietas ricas em alimentos que são “pequenos, quimicamente selados e resistentes à formação de bolo alimentar”. Ter esses dentes maiores em comparação com o tamanho da cavidade oral quebra mais as partículas de alimentos, o que irá aumentar a eficácia dos processos naturais de processamento de alimentos que ocorrem na boca. Por exemplo, as grandes dimensões transversais dos cadáveres do Homo floresiensis da caverna Liang Bua, na Ilha das Flores, na Indonésia, sugerem que estes primeiros hominídeos tinham megadontia pós-canina e uma dieta com grande estresse mastigatório.
No entanto, à medida que o Homo evoluiu, a quantidade de estresse mastigatório envolvido na alimentação diminuiu à medida que “adaptações comportamentais para o processamento extraoral de alimentos” foram desenvolvidas. Assim, as ferramentas para fabricar cadáveres de Liang Bua teriam dimensões transversais do crânio comparativamente menores, o que significa que sua “morfologia funcional mastigatória” se desvia muito do Homo do Pleistoceno.
Além do mais, a presença de megadontia pós-canina nos fósseis ajuda os paleoantropólogos a inferirem os comportamentos alimentares dos hominídeos. Analisando o tamanho, forma e desgaste dos dentes, é possível reconstruir aspectos da dieta e do ambiente em que esses hominídeos viviam, proporcionando valiosas informações sobre sua ecologia e evolução. Nesse viés, a megadontia permitiu que certos hominídeos ocupassem nichos ecológicos específicos. Ao poder consumir alimentos que outros hominídeos não conseguiam processar eficientemente, os hominídeos com megadontia pós-canina poderiam ter reduzido a competição por recursos alimentares, aumentando suas chances de sobrevivência em ambientes variáveis.
Portanto, a megadontia pós-canina teve um papel crucial, quanto a sua funcionalidade, na adaptação dos hominídeos a seus ambientes. Ao aumentar a eficiência mastigatória, proporcionar durabilidade dental, resistência ao desgaste, adaptação dietética e permitir a exploração de novos nichos ecológicos, essa característica contribuiu significativamente para a sobrevivência e o sucesso evolutivo dos hominídeos que a possuíam.

#### Biomecânica
Biomecânica é a ciência que investiga os movimentos dos seres vivos a partir de estudos em anatomia, fisiologia e mecânica. Na Odontologia, o aparelho responsável por realizar os movimentos funcionais como fala, deglutição e mastigação dos alimentos é o aparelho estomatognático, sendo composto por quatro unidades fisiológicas: sistema neuromuscular, articulações temporomandibulares (ATMs), dentes e periodonto. Estas unidades são interdependentes e a manutenção do conjunto é fundamental para preservar a qualidade funcional do aparelho estomatognático.
O principal sistema de transmissão e modificação de forças nas estruturas biológicas é a alavanca. A mandíbula normalmente funciona como uma alavanca: o fulcro, ponto de apoio (F), localiza-se no côndilo, a potência é dada pela força (E) imposta pelos músculos masseteres e pterigoideos mediais, e a resistência (R) é dada pela força de contato entre os dentes antagonistas ou pela força de mordida contra um alimento localizado entre os dentes. Seguindo a lei das alavancas, quanto mais próximo da região posterior dos maxilares, maior a vantagem mecânica da mandíbula, pois o braço de resistência fica cada vez mais curto, enquanto o braço de potência permanece o mesmo. A força de mordida é maior em dentes posteriores. Este é um dos motivos que torna mais fácil quebrar alimentos mais duros na região dos dentes molares.
No Homo sapiens a megadontia – crescimento excessivo no tamanho dos dentes pré-molares e molares – é uma condição anômala. A adoção de uma dieta cozida, baseada em alimentos mais moles – processamento extraoral, provavelmente requereu da espécie dentes menos robustos e menor aplicação de força na mastigação. Dentes maiores e mais largos (molares e pré-molares) são mais comuns nos ancestrais hominídeos, como os Australopithecus, cuja dieta possivelmente era composta por alimentos crus, mais duros e resistentes, como brotos, raízes, frutos etc.
Entre os Homo sapiens, a megadontia, também chamada de megadontia pós-canina ou macrodontia, provoca uma diferença acentuada em relação à média dos dentes normais da arcada dentária, e causa problemas de oclusão da mandíbula, ou seja, o encaixe entre os dentes durante os movimentos de abre-fecha realizados na mastigação, assim como dificulta as trajetórias que as estruturas da face percorrem ao realizar esse movimento.
Atualmente, a megadontia pode levar a uma série de complicações se não for tratada de maneira adequada. Além dos problemas de oclusão e alinhamento da estrutura dental, a condição também pode aumentar o risco de cáries, doenças periodontais e infecções na boca. O tratamento da megadontia depende da gravidade dos sintomas apresentados pelo paciente. Em casos leves, em que não há problemas funcionais ou estéticos, pode não ser recomendado nenhum tratamento específico. Nos casos mais graves, quando são afetados a oclusão da mandíbula, o alinhamento dental, a mastigação e a fala, o tratamento pode envolver a extração dos dentes anômalos.

#### Genética
O desenvolvimento da dentição (odontogênese) é controlado por interações específicas entre os tecidos epitelial e mesenquimal. Em mamíferos, estima-se que aproximadamente duas centenas de genes estejam envolvidas nesse processo, dentre os quais são geralmente destacados o BMP4, FGF8 e genes reguladores (genes Hox) como o MSX1, PAX9, PITX2, SHOX2, Barx1 etc., que desempenham importante papel na especificação posicional de estruturas no sistema esquelético.
Em pesquisas realizadas em fósseis de hominídeos anteriores ao Homo sapiens, os genes da família Hox demonstraram ser os mais ativos na variação do formato e tamanho dos dentes. Acredita-se, no entanto, que a regressão da megadontia no processo evolutivo dos hominídeos também esteja relacionada à inativação do gene MYH16, responsável pela síntese de miosina (MYO16), uma proteína muscular especializada das regiões temporal e masseter da mandíbula. Em primatas não humanos, o gene MYH16 é funcional e os animais apresentam músculos maxilares vigorosos. Nos seres humanos, uma mutação faz com que o gene MYH16 não produza essa proteína. Entre os Homo sapiens, portanto, a mutação do gene MYH16 teria contribuído para o desenvolvimento de estruturas musculares das regiões temporal e mandibular menos robustas, favorecendo, ao mesmo tempo, o aumento no tamanho do cérebro.
Embora existam diversas teorias que buscam elucidar a prevalência e regressão da megadontia entre os ancestrais hominídeos, nenhuma, até o momento, se mostrou satisfatoriamente conclusiva.
No Homo Sapiens, a megadontia está associada a anormalidades genéticas e endócrinas. No mundo, estima-se que 0,03% a 1,9% das pessoas apresentem algum distúrbio que provoque a megadontia. A condição tem maior prevalência entre homens, descendentes de asiáticos, nativos americanos e do Alasca.
A megadontia pode ser classificada em três tipos:
I- Megadontia Verdadeira Generalizada: quando todos os dentes apresentam um tamanho maior que o normal. Esta é uma condição rara e bastante observada em casos de gigantismo hipofisário.
II- Megadontia Relativa Generalizada: embora os dentes sejam normais ou ligeiramente maiores, irrompem em mandíbulas pequenas. Também conhecida como “pseudo megadontia”, pode ocorrer quando uma criança herda o tamanho da mandíbula de um dos pais e, o tamanho dos dentes, de outro.
III- Megadontia de um dos dentes: ocorre quando apenas um dente apresenta um tamanho maior.
Sabe-se, atualmente, que muitos fatores etiológicos estão associados à ocorrência de megadontia, incluindo distúrbios genéticos, endócrinos e ambientais. Dentre essas anormalidades, destacam-se a Acromegalia e o Gigantismo Hipofisário, resultantes da secreção excessiva do hormônio de crescimento (somatotrofina); Síndrome Otodental (envolve o gene FGF3); Hiperplasia Hemifacial; Síndrome KBG (envolve o gene ANKRD11); Síndrome de Ekman-Westborg-Julin; Síndrome de Rabson-Mendenhall (envolve o gene INSR); Síndrome de Klinefelter (envolve os cromossomos XX e Y); Síndrome de Aarskog (envolve o gene FGD1); Síndrome de Simpson-Golabi-Behmel (envolve o gene GPC3).

## Primatas Humanos e Não Humanos
A trajetória evolutiva dos primeiros hominídeos, tais como o Paranthropus aethiopicus e o Australopithecus garhi, exibiam uma notável megadontia pós-canina, caracterizada por molares e pré-molares de dimensões aumentadas, bem como um esmalte dentário robusto. Estes ancestrais humanos distantes possuíam pré-molares com raízes semelhantes a molares e molares inferiores com características adicionais de suporte.
Contrastando com esses ancestrais, os humanos de hoje apresentam uma dentição de tamanho reduzido, com molares que diminuíram em tamanho para se assemelharem mais aos dentes anteriores. Em oposição aos segundos molares proeminentes dos hominídeos com megadontia, o primeiro molar dos humanos modernos é o dente mais volumoso, e a capacidade de nossas mandíbulas para acomodar um terceiro molar é frequentemente limitada. Essa transformação na morfologia dentária ao longo da evolução humana indica uma mudança em direção a uma dieta menos desafiadora para a mastigação e possíveis alterações na estrutura da mandíbula, refletindo uma adaptação a novos estilos de vida e padrões alimentares. Essa evolução segundo pesquisadores pode ajudar a explicar a razão a respeito dos dentes do siso não estarem na arcada dentária em muitos indivíduos mais, pois o processo de redução dentária estaria atualmente em uma fase em que o terceiro molar não consegue se desenvolver em alguns casos, chegando a não existirem ao invés de apenas estarem dentro da gengiva esperando para “nascerem” em certo tempo.
A investigação da estrutura dentária em várias espécies revela informações cruciais sobre suas preferências alimentares e conexões evolutivas. Nos primatas, a atividade repetitiva de mastigação influenciou o desenvolvimento dos molares, resultando em projeções pontiagudas, denominadas de cúspides, ideais para processar sementes. As cúspides são dentro da odontologia cada uma das pontas originadas devido ao atrito entre os dentes, multicúspide se referem aos dentes com muitas pontas, algo que ocorre em dentes caninos, pré-molares e molares para os humanos. Essa especialização é especialmente notável em primatas cuja dieta se concentra em folhas, que tendem a apresentar dentes pós-caninos maiores do que aqueles que se alimentam predominantemente de frutos.
Existe uma correlação positiva entre o tamanho dos dentes pós-caninos e o comprimento do crânio em primatas, uma relação que também foi observada em outros grupos de mamíferos. No entanto, a variação no tamanho dos dentes pós-caninos é menos pronunciada em primatas do que em outros mamíferos.
Outros animais com dietas baseadas em plantas desenvolveram modificações em seus dentes pós-caninos para facilitar o consumo de material vegetal. Embora a megadontia pós-canina seja uma adaptação dentária encontrada em diversos grupos, o termo é mais frequentemente aplicado ao contexto dos hominídeos.

## Considerações Finais
Desta maneira, evidencia-se que os primeiros hominídeos possuíam dentes pós-caninos (molares e pré-molares) de grande tamanho em relação a sua massa corporal (o que foi observado nos gêneros Australopithecus, Paranthropus e nos primeiros representantes do gênero Homo). Além disso, estes dentes eram bastante esmaltados (o que se preservou bem nos fósseis, graças a seu alto conteúdo mineral) com período de crescimento relativamente curto. Assim, conferiam-se dentes resistentes, capazes de sustentar uma dieta baseada em alimentos mais rígidos (o que inclui carnes cruas, sementes e ossos). O processo evolutivo que resultou em molares e pré-molares menores e menos especializados nos seres humanos modernos aconteceu de acordo com as mudanças alimentares da espécie, que passou a consumir alimentos mais macios e a contar com ferramentas capazes de cortá-los manualmente. Sendo, assim, que os dentes pós-caninos possuem a função de triturar os alimentos, houve diminuição da necessidade adaptativa pela megadontia pós-canina.[carece de fontes?]